# 日本サイドカー連盟
日本サイドカー連盟（にほんサイドカーれんめい、英: Japan Sidecar Community, JSC）は日本のサイドカー愛好家の交流を主な目的とした団体である。

## 概要
1968年5月の連休にサイドカーが大好きな数名の若者が群馬県の利根川支流の河原に集まってテントを張って日本サイドカー連盟の創立とサイドカーリストのためのJSC全国ミーティングを決意する。連盟の英訳であるCommunityは共通、共有のものを意味するため、サイドカーを通じて仲良くなってほしいという思いからつけられた。
近年はトライク愛好家も多く加入している。

## 活動
- 全国ミーティング - 結成当初から行われているイベントで、ツーリングやサーキット走行なども行われる。
- 日本サイドカー&トライクショー - 全国ミーティングの中で行うサイドカーやトライクのメーカー、ディーラーが参加して車体、部品、その他グッズを販売する。日本レーシングサイドカー協会も参加してレース車両の展示も行われる。